# 本陽院
本陽院（ほんよういん、? - 文禄5年（1596年））は、仙石秀久の正室、仙石久忠、仙石秀範、仙石忠政の生母。野々村幸成の娘。美濃国出身。
本名は成子だが、通称は藤。法名は本陽院殿槃室妙栄大禅定尼。現在の本陽寺は冥福を祈るために建てられた。本陽院所用の薙刀が本陽寺に保管されている。